# Имя существительное в чувашском языке
Имя существительное в чувашском языке является самостоятельной частью речи, для которой характерно выражение значения предметности. К именам существительным в чувашском языке относятся слова, обозначающие живых существ (çын «человек», лĕпĕш «бабочка»), предметы ( тура «расчёска»), любые явления, имеющие место в действительности ( кил «дом», тăман «вьюга»),  действия и состояния ( юрату «любовь»). Отвечают на вопросы кам? (кто?) и мĕн? (что?). Деления по категориям грамматического рода и  одушевлённости в чувашском языке, как и во многих тюркских языках, нет. 
Имена существительные выражаются в категориях числа, падежа и принадлежности.

## Собственные и нарицательные имена существительные
Большую часть имён существительных, как и в других языках, составляют нарицательные существительные ( пайăр мар ятсем): обобщённые названия однородных лиц, предметов, явлений, отвлечённых понятий ( юлташ «друг», кушак «кошка», сăпайлăх «скромность» и т. д.) Собственные же существительные (пайăр ятсем) обозначают индивидуализированные, единичные предметы и явления действительности:
1. Личные имена мужчин и женщин, фамилии и псевдонимы (Нарспи, Айдаров, Наталья, Айхи и др.)
2. Всевозможные географические наименования, все слова, облечённые в кавычки (Шупашкар, Пăла, «Тарай» ушкăн).
3. Астрономические названия ( Алтăр çăлтăр [«Большая медведица»).
4. Клички животных (Кампур, Пиçук, Машук)[2].

## Число имён существительных
В чувашском языке различаются два грамматических числа: единственное и множественное. Форма единственного числа представляет собою основу имени и не имеет специальных показателей. Множественное число образуется присоединением аффикса -сем к слову (что отличает чувашский язык от всех прочих тюркских языков, где показателем множественности служит аффикс -лар (-лер) и его фонетические варианты -нар (-нер),-тар (-тер) и др.) Вместе с тем многие чувашские существительные имеют значение группового множества, что даёт возможность выражать множественность без использования вышеназванного аффикса.
Существуют несколько особенностей употребления форм числа в чувашском языке, в отличие от русского:
1. В сочетании с количественным числительным имя существительное употребляется только в единственном числе: виçĕ хĕр («три девушки»), пилĕк сăмах («пять слов»).
2. Имена существительные, употребляемые в русском языке только в форме множественного числа, в чувашском языке могут употребляться в обеих формах: хачă — хачăсем («ножницы»).
3. Именное сказуемое при подлежащем, стоящем во множественном числе, может быть и в единственном, и во множественном числах: эпир чăваш, эпир чăвашсем («мы чуваши»).